# Сент Чарлс (Минесота)
Сент Чарлс (енгл. St. Charles) град је у америчкој савезној држави Минесота.

## Демографија
По попису из 2010. године број становника је 3.735, што је 440 (13,4%) становника више него 2000. године.
| Група             | 2000.         | 2010.         |
| Белци             | 2.944 (89,3%) | 3.237 (86,7%) |
| Афроамериканци    | 32 (1,0%)     | 21 (0,6%)     |
| Азијати           | 119 (3,6%)    | 95 (2,5%)     |
| Хиспаноамериканци | 163 (4,9%)    | 330 (8,8%)    |
| Укупно            | 3.295         | 3.735         |